# Tetraria pillansii
Tetraria pillansii är en halvgräsart som beskrevs av Margaret Rutherford Bryan Levyns. Tetraria pillansii ingår i släktet Tetraria och familjen halvgräs. Inga underarter finns listade i Catalogue of Life.